# Alpine Ski-Juniorenweltmeisterschaften 1988
Die 7. Alpinen Ski-Juniorenweltmeisterschaften fanden vom 27. bis 31. Januar 1988 im italienischen Madonna di Campiglio statt.

## Männer

### Abfahrt
| Platz | Land | Sportler            | Zeit (min) |
| ----- | ---- | ------------------- | ---------- |
| 1     | FRG  | Kaspar Gilgenrainer | 1:33,15    |
| 2     | FRG  | Wolfgang Graßl      | 1:33,24    |
| 3     | AUT  | Peter Rzehak        | 1:33,56    |
| 4     | USA  | Tommy Moe           | 1:33,62    |
| 5     | TCH  | Vlastimil Maxa      | 1:33,81    |
| 6     | NOR  | Svein Erik Krohn    | 1:33,99    |

Datum: 27. Januar

### Super-G
| Platz | Land | Sportler                | Zeit (min) |
| ----- | ---- | ----------------------- | ---------- |
| 1     | USA  | Jeremy Nobis            | 1:35,26    |
| 2     | ITA  | Sergio Bergamelli       | 1:35,85    |
| 3     | AUT  | Peter Rzehak            | 1:35,98    |
| 4     | URS  | Konstantin Tschistjakow | 1:36,13    |
| 5     | FRG  | Kaspar Gilgenrainer     | 1:36,16    |
| 6     | NOR  | Lasse Kjus              | 1:36,61    |

Datum: 28. Januar

### Riesenslalom
| Platz | Land | Sportler                | Zeit (min) |
| ----- | ---- | ----------------------- | ---------- |
| 1     | YUG  | Gregor Grilc            | 2:05,55    |
| 2     | FIN  | Janne Leskinen          | 2:05,73    |
| 3     | USA  | Jeremy Nobis            | 2:06,28    |
| 4     | URS  | Konstantin Tschistjakow | 2:06,48    |
| 5     | USA  | Matthew Grosjean        | 2:06,52    |
| 6     | USA  | Stefan Schadinger       | 2:06,55    |

Datum: 29. Januar

### Slalom
| Platz | Land | Sportler           | Zeit (min) |
| ----- | ---- | ------------------ | ---------- |
| 1     | BUL  | Stefan Schalamanow | 1:42,30    |
| 2     | SWE  | Thomas Fogdö       | 1:42,95    |
| 3     | FRA  | Max Ancenay        | 1:43,24    |
| 4     | SWE  | Niklas Nilsson     | 1:43,32    |
| 5     | JPN  | Kiminobu Kimura    | 1:43,35    |
| 6     | USA  | Matthew Grosjean   | 1:43,46    |

Datum: 30. Januar

### Kombination
| Platz | Land | Sportler                |
| ----- | ---- | ----------------------- |
| 1     | URS  | Konstantin Tschistjakow |
| 2     | FRA  | Max Ancenay             |
| 3     | TCH  | Vlastimil Maxa          |
| 4     | USA  | Christopher Puckett     |
| 5     | SUI  | Étienne Glassey         |
| 6     | AUT  | Peter Rzehak            |

Datum: 27./30. Januar
Die Kombination bestand aus der Addition der Ergebnisse aus Abfahrt, Riesenslalom und Slalom.

## Frauen

### Abfahrt
| Platz | Land | Sportlerin             | Zeit (min) |
| ----- | ---- | ---------------------- | ---------- |
| 1     | FRG  | Andrea Schwarzenberger | 1:15,24    |
| 2     | AUT  | Sabine Ginther         | 1:15,27    |
| 3     | URS  | Ula Lodsinja           | 1:15,73    |
| 4     | YUG  | Andreja Potisk-Ribič   | 1:16,05    |
| 5     | AUT  | Anja Haas              | 1:16,27    |
| 6     | USA  | Picabo Street          | 1:16,29    |

Datum: 27. Januar

### Super-G
| Platz | Land | Sportlerin             | Zeit (min) |
| ----- | ---- | ---------------------- | ---------- |
| 1     | AUT  | Sabine Ginther         | 1:16,26    |
| 2     | FRG  | Andrea Schwarzenberger | 1:16,33    |
| 3     | FRA  | Aline Mandrillon       | 1:17,01    |
| 4     | FRG  | Carola Spatschil       | 1:17,02    |
| 5     | FRG  | Stefanie Müller-Schunk | 1:17,35    |
| 6     | ITA  | Bibiana Perez          | 1:17,68    |

Datum: 28. Januar

### Riesenslalom
| Platz | Land | Sportlerin              | Zeit (min) |
| ----- | ---- | ----------------------- | ---------- |
| 1     | AUT  | Sabine Ginther          | 1:53,22    |
| 2     | ITA  | Bibiana Perez           | 1:53,71    |
| 3     | AUT  | Elfi Eder               | 1:54,06    |
| 4     | NOR  | Marianne Kjørstad       | 1:54,51    |
| 5     | ITA  | Renate Oberhofer        | 1:54,75    |
| 6     | FRA  | Sandrine Girard Berthet | 1:54,87    |

Datum: 30. Januar

### Slalom
| Platz | Land | Sportlerin            | Zeit (min) |
| ----- | ---- | --------------------- | ---------- |
| 1     | ITA  | Renate Oberhofer      | 1:37,98    |
| 2     | USA  | Tanis Hunt            | 1:38,65    |
| 3     | FRA  | Raymonde Ansanay Alex | 1:38,99    |
| 4     | AUT  | Elfi Eder             | 1:39,31    |
| 5     | SWE  | Ylva Nowén            | 1:39,55    |
| 6     | USA  | Krista Schmidinger    | 1:40,01    |

Datum: 31. Januar

### Kombination
| Platz | Land | Sportler               |
| ----- | ---- | ---------------------- |
| 1     | AUT  | Sabine Ginther         |
| 2     | USA  | Krista Schmidinger     |
| 3     | FRA  | Raymonde Ansanay Alex  |
| 4     | SWE  | Ylva Nowén             |
| 5     | ITA  | Roberta Serra          |
| 6     | FRG  | Stefanie Müller-Schunk |

Datum: 27./31. Januar
Die Kombination bestand aus der Addition der Ergebnisse aus Abfahrt, Riesenslalom und Slalom.

## Medaillenspiegel
| Platz | Land               | Gold | Silber | Bronze | Gesamt |
| ----- | ------------------ | ---- | ------ | ------ | ------ |
| 1     | Österreich         | 3    | 1      | 3      | 7      |
| 2     | BR Deutschland     | 2    | 2      | –      | 4      |
| 3     | Vereinigte Staaten | 1    | 2      | 1      | 4      |
| 4     | Italien            | 1    | 2      | –      | 3      |
| 5     | Sowjetunion        | 1    | –      | 1      | 2      |
| 6     | Bulgarien          | 1    | –      | –      | 1      |
| 6     | Jugoslawien        | 1    | –      | –      | 1      |
| 8     | Frankreich         | –    | 1      | 4      | 5      |
| 9     | Finnland           | –    | 1      | –      | 1      |
| 9     | Schweden           | –    | 1      | –      | 1      |
| 11    | Tschechoslowakei   | –    | –      | 1      | 1      |